# Charlotte Amalia van Nassau-Dillenburg
Charlotte Amalia van Nassau-Dillenburg (Dillenburg 13 juni 1680 o.s. -  Slot Biebrich 11 oktober 1738) was regentes van Nassau-Usingen en Nassau-Saarbrücken. Ze stamt uit het Huis Nassau-Dillenburg.

## Biografie
Charlotte Amalia was de zesde dochter van vorst Hendrik van Nassau-Dillenburg en Dorothea Elisabeth van Liegnitz, dochter van hertog George III van Liegnitz en Brieg en Sophia Catharina van Münsterberg-Oels.
Charlotte Amalia huwde te Dillenburg in april 1706 met Willem Hendrik I van Nassau-Usingen ('s-Hertogenbosch 12 mei 1684 n.s. - Usingen 14 februari 1718).

Uit dit huwelijk werden de volgende kinderen geboren:
1. Francisca Dorothea (Usingen 3 april 1707 - Wiesbaden 12 oktober 1750).
2. Hendrik Ferdinand (Usingen 3 juni 1708 - Usingen 20 december 1708).
3. Amalia Frederica Louise (Usingen 18 oktober 1709 - Usingen 14 december 1709).
4. Willem Adolf (Usingen 2 december 1710 - Usingen 27 december 1710).
5. Karel (Usingen 1 januari 1712 - Biebrich 21 juni 1775), volgde zijn vader op.
6. Doodgeboren kind (Usingen .. februari 1713).
7. Hedwig Henriëtte (Usingen 27 april 1714 - Frankfurt am Main 17 november 1786), was kanunnikes van het Sticht Herford.
8. Lodewijk August (Usingen 27 april 1714 - Usingen 16 december 1714).
9. Johannetta Christina (Usingen 28 oktober 1715 - Usingen 24 augustus 1716).
10. Willem Hendrik (Usingen 6 maart 1718 - Saarbrücken 24 juli 1768), volgde zijn vader op.

### Regentes voor haar zoons
Bij het overlijden van haar echtgenoot volgden de zoons Karel en Willem Hendrik hun vader op. Vanwege hun minderjarigheid nam Charlotte Amalia het regentschap voor haar zoons op zich. Door het overlijden van graaf Frederik Lodewijk van Nassau-Ottweiler op 25 mei 1728 erfden Karel en Willem Hendrik het graafschap Nassau-Saarbrücken en het vorstendom Nassau-Idstein. Dat laatste werd samengevoegd met het vorstendom Nassau-Usingen.
Tijdens haar regentschap van 1718 tot 1735 vaardigde Charlotte Amalia talrijke wetten uit, die van het vorstendom een voor die tijd 'moderne' staat maakten. Met name de administratie van het land werd geheel gereorganiseerd, waarbij ze de scheiding van de hofadministratie en de overheidsadministratie doorvoerde. In Slot Idstein richtte ze een staatsarchief in, een voorloper van het huidige Hessisches Hauptstaatsarchiv te Wiesbaden, en door de aankoop van boeken legde ze de grondslag voor de hedendaagse Hessische Landesbibliothek. Streng liet ze op de nakoming van de leerplicht letten en voor de lerarenopleiding werd er een kweekschool opgericht. Daarentegen bevatte de door haar geïnitieerde jodenverordening vooral veel verboden en beperkingen; deze verordening gold ook in het hertogdom Nassau. Ondanks haar slimme en vastberaden bestuur, slaagde ze er niet in het vorstendom een passende plaats in het Rijk te geven. Uiteindelijk liet ze het zelfs toe dat haar zoons het land deelden, hetgeen tot een aanzienlijke verzwakking van het land leidde.
Karel werd in 1733 meerderjarig verklaard. In 1735 verdeelden haar beide zoons hun bezittingen, Karel kreeg Nassau-Usingen en Willem Hendrik kreeg Nassau-Saarbrücken. Charlotte Amalia bleef tot de meerderjarigheid van Willem Hendrik regentes van Nassau-Saarbrücken. Zeven maanden later overleed ze in Slot Biebrich bij Wiesbaden. Ze werd begraven te Usingen.